# Reynwerd Dene
Reynwerd Dene, auch Reinward Dene (* ?; † nach 1410), war ein Bremer Ratsherr und von 1394 bis 1410 Bürgermeister. In den Jahren 1400 und 1407 war er einer der Vertreter Bremens auf den jeweiligen Hansetagen.

## Leben
Dene erscheint erstmals am 13. Juli 1376 als Ratsherr. 1394 wurde er Bürgermeister, bis 1410 blieb er im Bremer Rat.
Im Jahr 1400 nahm Dene neben Johann Brand, Johann Hemeling und Luder Wolers als Ratssendbote am Hansetag in Stade teil. 1405 wurde, als Dene Bürgermeister war, in einem anderen Ratsviertel Johann Hemeling anstelle von Luder Wolerike gewählt. Seit einer Gesetzesänderung im Jahr 1398 wählten die fünf Ratsmänner des Ratsviertels, dessen Bürgermeister ausgeschieden war, aus der ganzen Wittheit (Bremische Bezeichnung für den Rat) denjenigen aus, den sie für geeignet hielten. Sie waren dabei nicht mehr an die Männer gebunden, die aus ihrem eigenen Ratsviertel stammten.
1405 vermachte Dene seine Güter im Stedingerland, in Riede und Mahndorf den Armen.
Zu Pfingsten 1407 vertrat Dene erneut auf einem Hansetag, diesmal in Lübeck, zusammen mit Friedrich Wigger, den Rat von Bremen. Dort wurde die Ausrüstung von vier großen Kriegsschiffen („vredeschepen“) beschlossen, um die Vitalienbrüder zu bekämpfen. Eines davon sollte Bremen zusammen mit den livländischen und pommerschen Städten stellen. Bremen konnte auf die Flotte 300 Mark Vorschuss leisten, die über das Pfundgeld, das alle Hansestädte beitragen sollten, zu kompensieren war.